# Міжнародний центр ISSN
Міжнародний Центр ISSN (фр. Le Centre international de l'ISSN, Le Centre International d’Enregistrement des Publications en Série – CIEPS) — міжурядова організація, що адмініструє систему ISSN і координує діяльність відповідних національних центрів.

## Історія
Засновано угодою 1974 року між ЮНЕСКО і Францією, як країною перебування. Офіційно відкрито 21 січня 1976 року в Парижі.

## Послуги
Видавці серійних видань мають звернутися до Міжнародного центру ISSN (або через відповідні національні центри ISSN, якщо вони існують) для отримання ISSN для своїх серійних видань.
Деякі видання, як, наприклад, щорічники, монографічні серії і т.д., мають отримати ISSN для назви серії (який залишається незмінним для всіх частин або томів серії) та ISBN для кожного окремого тому.
Якщо у видання є ISBN та ISSN, то вони мають бути зазначені окремо.